# 애슈버턴 (뉴질랜드)

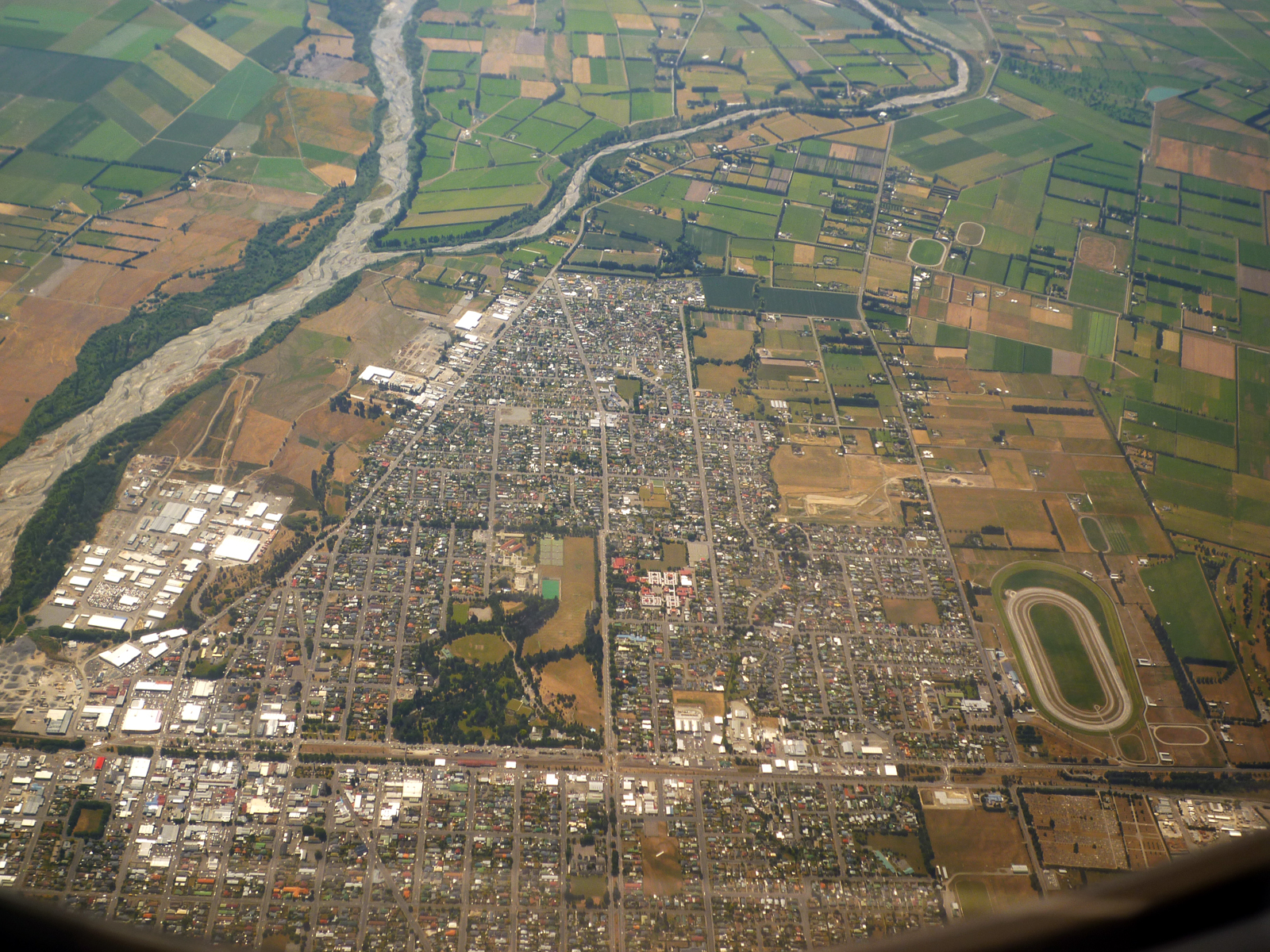
애슈버턴의 공중 사진

애슈버턴(Ashburton, 마오리어: Hakatere)은 뉴질랜드 남섬 동해안 캔터베리 지방의 구이자 타운이다. 캔터베리에서는 크라이스트처치와 티마루 다음으로 세 번째로 큰 중심지이다. 애슈버턴 주변의 이 지역 종종 캔터베리 중부로 일컬어지며, 구의 스포츠팀명이기도 하다.

## 지명
애슈버턴이라는 이름은 뉴질랜드 협회의 측량사 토마스 죠셉 선장이 프란시스 베어링 애슈버턴 제3대 남작의 이름을 따서 지은 것으로 애슈버턴 남작은 캔터베리 협회의 회원이었다. 이 도시는 철도선과 주 고속도로 양편의 〈동베어링 광장〉과 〈서베어링 광장〉 두 개의 중앙광장 주위에 만들어진 것이다. 애슈버턴의 별명은 라스베가스의 반어적 비유로 ‘애슈베가스’라고 부른다. 사막의 중간에 있는 라스베가스의 밝은 빛과 평원의 중간에 있는 애슈버턴의 밝은 빛을 도시의 술집(The Shed, Speight's, Millies, Zeebos and Kelly's)과 짝을 이루는 활황을 맞았던 나이트라이프와 대조적으로 책임감과 보수주의적 성향 때문에 붙여진 이름 같다.

## 지리
애슈버턴은 크라이스트처치에서 남쪽 86 km 떨어진 1번 국도 상에 있다. 주요 남선 철도가 타운의 중간을 가로지르지만, 여객선은 2002년 2월 10일 중단되었다. 이 타운은 캔터베리 평원의 부유한 농업과 목초농장 구역의 중심지이다. 애슈버턴 강과 타운의 남쪽으로 유일한 교외 지역인 틴발트(Tinwald)가 있다. 틴발트(Tinwald)는 현재는 폐쇄된 마운트 소머즈 브랜치 철도선의 교차역이었다. 애슈버턴 구는 태평양에서 남알프스까지 그리고 랑기타타 강에서 라카이아 강까지 뻗어있다. 메토벤, 마운트 소머즈 그리고 라카이아까지 모두 포함된다.

## 날씨
| 애슈버턴의 기후                 | 애슈버턴의 기후 | 애슈버턴의 기후 | 애슈버턴의 기후 | 애슈버턴의 기후 | 애슈버턴의 기후 | 애슈버턴의 기후 | 애슈버턴의 기후 | 애슈버턴의 기후 | 애슈버턴의 기후 | 애슈버턴의 기후 | 애슈버턴의 기후 | 애슈버턴의 기후 | 애슈버턴의 기후 |
| 월                              | 1월             | 2월             | 3월             | 4월             | 5월             | 6월             | 7월             | 8월             | 9월             | 10월            | 11월            | 12월            | 연간            |
| ------------------------------- | --------------- | --------------- | --------------- | --------------- | --------------- | --------------- | --------------- | --------------- | --------------- | --------------- | --------------- | --------------- | --------------- |
| 일평균 최고 기온 °C (°F)        | 23.7 (74.7)     | 23.0 (73.4)     | 21.0 (69.8)     | 17.9 (64.2)     | 13.9 (57.0)     | 11.2 (52.2)     | 10.7 (51.3)     | 12.3 (54.1)     | 15.2 (59.4)     | 18.0 (64.4)     | 19.9 (67.8)     | 22.0 (71.6)     | 17.4 (63.3)     |
| 일평균 최저 기온 °C (°F)        | 11.1 (52.0)     | 10.8 (51.4)     | 9.5 (49.1)      | 6.4 (43.5)      | 3.4 (38.1)      | 0.9 (33.6)      | 0.5 (32.9)      | 1.8 (35.2)      | 3.8 (38.8)      | 6.0 (42.8)      | 7.9 (46.2)      | 9.9 (49.8)      | 6.0 (42.8)      |
| 평균 강수량 mm (인치)           | 58.5 (2.30)     | 53.6 (2.11)     | 62.5 (2.46)     | 65.5 (2.58)     | 61.6 (2.43)     | 51.1 (2.01)     | 62.7 (2.47)     | 66.1 (2.60)     | 43.7 (1.72)     | 56.6 (2.23)     | 57.8 (2.28)     | 56.2 (2.21)     | 696.2 (27.41)   |
| 출처: NIWA Science climate data |                 |                 |                 |                 |                 |                 |                 |                 |                 |                 |                 |                 |                 |

## 인구
| 연도  | 인구   | ±% p.a. |
| ----- | ------ | ------- |
| 2006  | 16,188 | —       |
| 2013  | 17,883 | +1.43%  |
| 2018  | 19,284 | +1.52%  |
| 출처: |        |         |